# 鴻撫宮
24°58′26″N 121°15′51″E / 24.973764°N 121.264264°E
鴻撫宮，是位於臺灣桃園市桃園區龍山里的廣澤尊王廟，俗稱飯店廟，為崁仔腳、十股寮、龍岡、茄苳、白鷺庄民在光緒二十年（1894年）共同建立。

## 歷史沿革
鴻撫宮廣澤尊王的香火相傳是光緒六年（1880年）年由劉深淵自詩山鳳山寺請來。相較於附近的茄苳元聖宮屬於漳州裔信仰，此處為泉州裔所信奉。光緒二十年（1894年），林盛捐地建廟。由崁仔腳、十股寮、龍岡、白鷺、茄苳庄民共同集資。

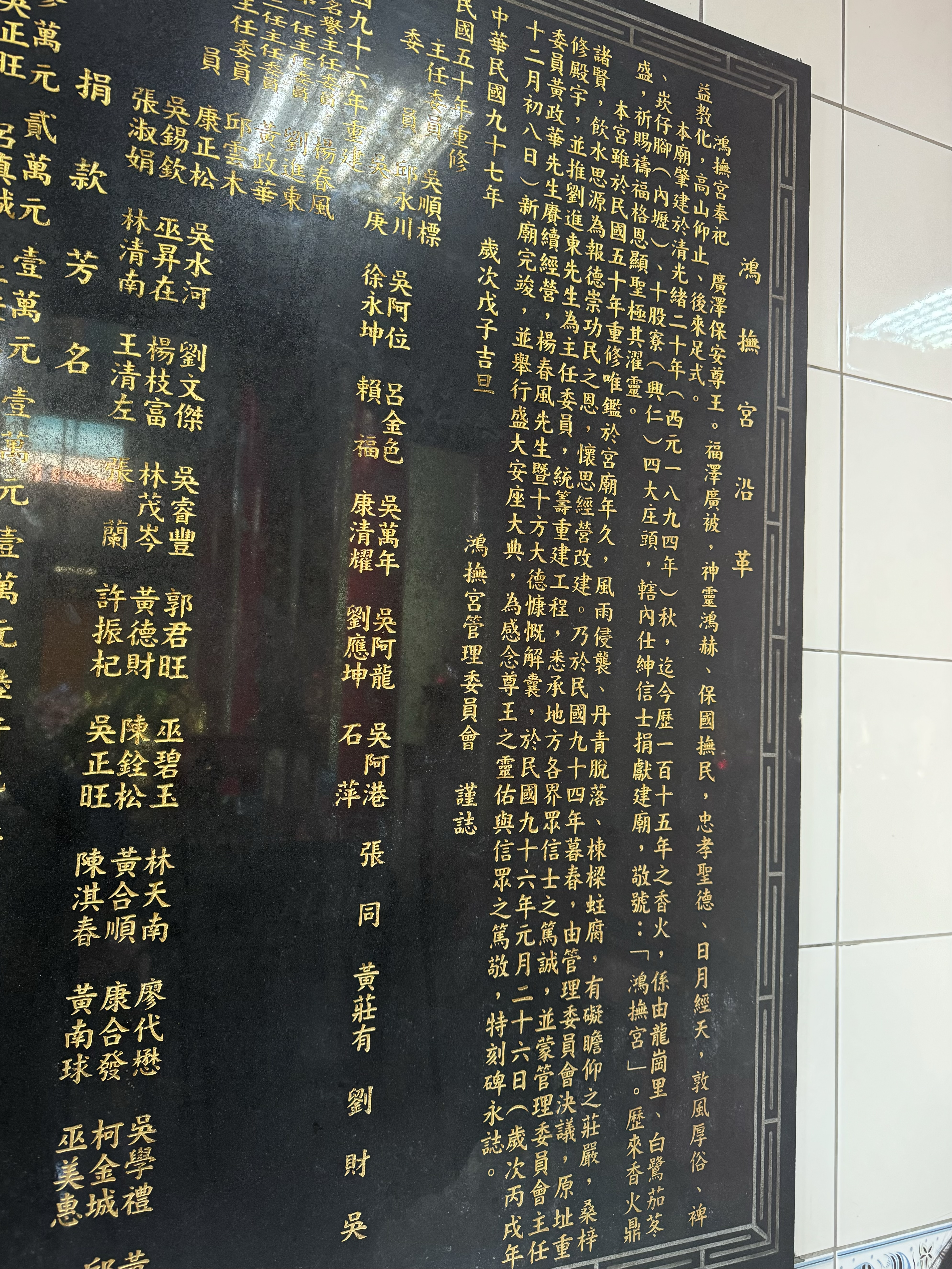
沿革載1961年重修、2005年到2007年重建

因崁仔腳是淡水縣通往新竹縣官道與大漢溪船運碼頭的交會處，旅客會在此中途休息。鴻撫宮管理委員會主任委員邱雲木表示，過去附近供應商旅的飯店特別多，所以本廟又稱「飯店廟」。
當地龍山里鴻撫街一帶，常受埔心溪水患影響，又缺少建設。戰後初期後，隨著縱貫鐵路、台1線開通、週鄰成為工業區等因素，鴻撫宮不如以往興盛。

## 鄉土教育
內壢國小在鄉土教學時，會帶學童拜訪鴻撫宮，以解說「飯店廟」名稱典故來說明內壢的歷史與地理。元智大學通識教學部教師加以研究，將此廟列入22公里長的「桃園霄裡文化廊道」，以作為鄉土教育。

## 外部連結
- 维基共享资源上的相關多媒體資源：鴻撫宮